# 甘溝語
甘溝語（かんこうご）はモングオル語（土語）やアムド・チベット語の影響を強く受けた官話に属する言語である。近隣の少数派言語の影響を受けた青海省の農村部を代表する漢語の一種である。
甘溝語は甘粛省に近く、青海省の東部の民和回族トゥ族自治県で話されている。